# Joachim Trier
Joachim Trier, född 1 mars 1974 i Köpenhamn i Danmark, är en norsk filmregissör och manusförfattare.
Hans morfar var regissören Erik Løchen.
Triers tre filmer Reprise (2006), Oslo, 31 augusti (2011) och Världens värsta människa (2021) ingår i hans så kallade Oslotrilogi som han skrivit tillsammans med Eskil Vogt och som alla tre har Anders Danielsen Lie i huvudrollen. Filmerna är fristående men har det gemensamma temat att de utforskar Oslos mediala medelklass.
Joachim Trier har två gånger belönats med Bronshästen i kategorin "Bästa film" vid Stockholms filmfestival, 2011 för filmen Oslo, 31 augusti och 2015 för filmen Louder Than Bombs. År 2025 tilldelades han Grand Prix vid Filmfestivalen i Cannes för Sentimental Value.

## Filmografi
- 2002 – Procter (kortfilm)
- 2006 – Reprise
- 2011 – Oslo, 31 augusti
- 2015 – Louder Than Bombs
- 2017 – Thelma
- 2018 – The Other Munch
- 2021 – Världens värsta människa
- 2025 – Sentimental Value